# Алба (поезия)
Вижте пояснителната страница за други значения на Алба.
Алба (от каталански – „изгрев“) е поджанр на провансалската, окситанската, каталанската и др. поетични традиции. Създатели на този жанр са провансалските трубадури.
Албата описва копнежа на любовниците, прекарали нощта заедно, които трябва да се разделят пред страха да бъдат разобличени.
Често срещана фигура в този тип поезия е „гуайта“ (пазител) – приятел или приятелка, чиято функция е да предупреждава любовниците за часа на настъпване на раздялата. Любовниците често обвиняват пазителя в небрежност или в преждевременна намеса. Влюбените се страхуват не само от съпруга на дамата, но и от „лаузенжира“, ревнивия съперник.
Придружена от мелодия, албата развива три основни теми:
- раздялата на влюбените призори;
- пеенето на птичките и изгрева;
- намесата на пазителя, който пречи на всеки натрапник да се приближава и предупреждава влюбените, че със зората идва и момент за раздяла.

## Два вида алба
Албата представя тайна среща на рицаря със съпругата на неговия сеньор, прекъсната от настъпващата зора (alba, побеляването на небето). С изключение на няколко алби, в които ситуацията е по-проста и по-близка до формите на народни песни, лирическите произведения от този жанр повтарят една и съща типична ситуация: тайна среща в градината или в самия замък, от кулата на който стражът възвестява настъпването на утрото. Често (макар и не непременно) се въвежда и фигурата на верен приятел рицар, пазещ спокойствието на влюбените. В албата преобладава диалогът: размяната на строфи реплики между пазителя и дамата, приятеля и стража, приятеля и рицаря, рицаря и дамата. Монологът (оплакване от страна на някой от влюбените) е по-рядко срещан. Рядко има въвеждащи или заключителни епични строфи, които да обясняват ситуацията.
Разновидност на светската алба е духовната алба (l’aube religieuse, букв. „религиозна алба“), чийто герой посреща утрото като знак на Божествената светлина, на Божията благодат, дарена му с края на нощта (символа на тъмните мъки). (Куртоазната) дама в духовната алба се тълкува като алегория за Дева Мария (Богородица).

## Списък на окситанските алби
До нас са достигнали само 18 алби.
| Автор                                 | Incipit                                    | Тип              | Бележки       |
| ------------------------------------- | ------------------------------------------ | ---------------- | ------------- |
| Бернарт де Вензак                     | Lo Paire el Filh el sant Espirital         | религиозен текст |               |
| Раймбаут дьо Вакейрас                 | Gaita be gaiteta del castel                | светски текст    |               |
| Джираут де Борнел                     | Reis glorios, verais lums e clartatz       | светски текст    |               |
| Фолкет де Марселя                     | Vers Dieus el vostre nom e de Sainta Maria | религиозен текст |               |
| Каденет                               | S'anc fui belha ni prezada                 | светски текст    |               |
| Раймон де лас Салас                   | Deus aidatz                                | светски текст    |               |
| Бертран д'Аламанон или Гауселм Файдит | Us cavalier si jazia                       | светски текст    |               |
| Гилйем д'Аутпол                       | Esperansa de totz ferms esperans           | religious        |               |
| Гираут Рикиер                         | Ab plazer                                  | светски текст    |               |
| Гираут Рикиер                         | Qui vuelha ses plazer                      | религиозен текст |               |
| Ук де ла Бакалария                    | Per grazir la bon'estrena                  | светски текст    |               |
| Пейре Еспаньол                        | Ar levatz sus, franca cortesa gen          | религиозен текст |               |
| Аноним                                | En un vergier, sotz folha d'albespi        | светски текст    |               |
| Аноним                                | Ab la gensor que sia                       | светски текст    |               |
| Аноним                                | Quan lo rossinhol escria                   | светски текст    | cobla esparsa |
| Аноним                                | Drutz que vol dreitamen amar               | светски текст    | cobla esparsa |
| Аноним                                | Eras airay co que·us dey dir               | светски текст    |               |
| Сервери де Гирона                     | Aixi com cel c'anan erra la via            | религиозен текст |               |

## Отгласи
Отгласи на албата могат да се открият във визуалните изкуства, литературата и музиката от по-късни епохи. Например в сцената на балкона в Шекспировата пиеса „Ромео и Жулиета“, в „Утринната серенада на шута“ на Морис Равел, в хореографския концерт на Франсис Пуленк „Aubade“ и много други.